# Katharine Holmes
Katharine Holmes (Washington, 15 luglio 1993) è una schermitrice statunitense, che ha rappresentato gli Stati Uniti ai Giochi olimpici di Rio de Janeiro 2016 nella spada individuale e a squadre.

## Palmarès
- Mondiali

Wuxi 2018: oro nella spada a squadre.
- Universiadi

Taipei 2017: argento nella spada a squadre.